# DeSagana Diop
DeSagana Ngagne Diop (Dakar, 30 gennaio 1982) è un ex cestista e allenatore di pallacanestro senegalese, professionista nella NBA.

## Carriera

### Cleveland Cavaliers (2001-2005)
Diop viene scelto al Draft NBA del 2001 da Cleveland, ma nei 4 anni ai Cavaliers gioca pochissimo.

### Dallas Mavericks e parentesi ai New Jersey Nets (2005-2009)

#### Dallas Mavericks (2005-2008)
Nell'estate 2005 diventa free agent e firma con i Dallas Mavericks dove gioca da riserva di Erick Dampier, ma nei minuti concessigli si dimostra un grande stoppatore e nel suo primo anno ai Mavs chiude con 1,8 stoppate di media a partita.
Uno dei momenti migliori della carriera di Diop è stata gara-7 nella finale di Conference del 2006 tra i Dallas Mavericks e i San Antonio Spurs campioni in carica, quando grazie alle sue doti difensive ha messo in seria difficoltà Tim Duncan, consentendo ai Mavs di accedere alle NBA Finals; dove perderanno 4-2 contro i Miami Heat, dopo aver vinto le prime due partite della serie.

#### New Jersey Nets (2008)
Nei due anni successivi il rendimento di Diop è buono, ma, nel febbraio 2008, assieme a Keith Van Horn, Maurice Ager, Devin Harris e Trenton Hassell finisce ai New Jersey Nets nella trade che porta Malik Allen, Antoine Wright e Jason Kidd a Dallas.

#### Ritorno ai Dallas Mavericks (2008-2009)
Dopo aver giocato 28 partite con i Nets, alla fine della stagione torna a giocare nei Dallas Mavericks con cui firma un quinquennale con opzione per il sesto anno da 32 milioni di dollari.

### Charlotte Bobcats (2009-2013)
Il 17 gennaio 2009 viene ceduto via trade per la seconda volta dalla franchigia texana, questa volta agli Charlotte Bobcats. A Dallas arrivano in cambio Matt Carroll e Ryan Hollins. L'avventura di Diop con la franchigia della Carolina del Nord termina nel 2013, al termine del contratto, dato che la squadra non esercita la team option per l'anno successivo (ovvero il 2013-2014). Con la canotta dei Bobcats Diop ha giocato poco durante i 4 anni, escluso il primo mezzo anno (ovvero quello in cui è arrivato dai Dallas Mavericks) in cui ha giocato 41 partite (anche se solo 1 da titolare), negli anni successivi ha giocato molto poco (92 volte in 4 anni, solo 10 volte da titolare di cui 9 al penultimo anno).

### Ritorno ai Cleveland Cavaliers, il taglio e il ritiro (2013-2014)
Il 1º ottobre 2013 firma un contratto non garantito con i Cleveland Cavaliers, tornando così nella squadra con cui ha debuttato in NBA nel 2001.
Tuttavia il 26 ottobre, poco prima dell'inizio della stagione viene tagliato.
Nel 2014, dopo non essere stato ingaggiato da nessuna squadra, decide di ritirarsi.

## Statistiche

### NBA

#### Regular Season
| Anno      | Squadra             | PG  | PT | MP   | TC%  | 3P%  | TL%  | RP  | AP  | PRP | SP  | PP  |
| --------- | ------------------- | --- | -- | ---- | ---- | ---- | ---- | --- | --- | --- | --- | --- |
| 2001-2002 | Cleveland Cavaliers | 18  | 1  | 6,1  | 41,4 | -    | 20,0 | 0,9 | 0,3 | 0,1 | 0,6 | 1,4 |
| 2002-2003 | Cleveland Cavaliers | 80  | 1  | 11,8 | 35,1 | -    | 36,7 | 2,7 | 0,5 | 0,4 | 1,0 | 1,5 |
| 2003-2004 | Cleveland Cavaliers | 56  | 3  | 13,0 | 38,8 | -    | 60,0 | 3,6 | 0,6 | 0,5 | 0,9 | 2,3 |
| 2004-2005 | Cleveland Cavaliers | 39  | 0  | 7,8  | 29,0 | 0,0  | 0,0  | 1,8 | 0,4 | 0,2 | 0,7 | 1,0 |
| 2005-2006 | Dallas Mavericks    | 81  | 45 | 18,6 | 48,7 | 50,0 | 54,2 | 4,6 | 0,3 | 0,5 | 1,8 | 2,3 |
| 2006-2007 | Dallas Mavericks    | 81  | 9  | 18,3 | 47,0 | 0,0  | 55,8 | 5,4 | 0,4 | 0,5 | 1,4 | 2,3 |
| 2007-2008 | Dallas Mavericks    | 52  | 18 | 17,2 | 58,3 | -    | 60,0 | 5,2 | 0,5 | 0,4 | 1,2 | 3,0 |
| 2007-2008 | N.J. Nets           | 27  | 5  | 14,9 | 41,5 | -    | 46,7 | 4,5 | 0,5 | 0,2 | 0,9 | 2,5 |
| 2008-2009 | Dallas Mavericks    | 34  | 0  | 13,3 | 37,9 | -    | 41,4 | 3,5 | 0,4 | 0,4 | 0,7 | 1,6 |
| 2008-2009 | Charlotte Bobcats   | 41  | 1  | 14,2 | 46,0 | -    | 27,0 | 3,8 | 0,5 | 0,4 | 0,8 | 2,8 |
| 2009-2010 | Charlotte Bobcats   | 27  | 0  | 9,7  | 51,7 | -    | 22,2 | 2,4 | 0,2 | 0,2 | 0,5 | 1,2 |
| 2010-2011 | Charlotte Bobcats   | 16  | 0  | 11,3 | 33,3 | -    | 36,4 | 2,5 | 0,4 | 0,3 | 0,9 | 1,3 |
| 2011-2012 | Charlotte Bobcats   | 27  | 9  | 12,0 | 35,7 | -    | 16,7 | 3,1 | 0,9 | 0,2 | 0,5 | 1,1 |
| 2012-2013 | Charlotte Bobcats   | 22  | 1  | 10,3 | 29,6 | 0,0  | 0,0  | 2,3 | 0,6 | 0,2 | 0,7 | 0,7 |
| Carriera  | Carriera            | 601 | 93 | 14,0 | 42,7 | 16,7 | 46,7 | 3,7 | 0,4 | 0,4 | 1,0 | 2,0 |

#### Playoffs
| Anno     | Squadra          | PG | PT | MP   | TC%  | 3P% | TL%  | RP  | AP  | PRP | SP  | PP  |
| -------- | ---------------- | -- | -- | ---- | ---- | --- | ---- | --- | --- | --- | --- | --- |
| 2006     | Dallas Mavericks | 22 | 18 | 18,5 | 61,5 | -   | 61,1 | 5,0 | 0,1 | 0,6 | 1,3 | 2,7 |
| 2007     | Dallas Mavericks | 6  | 3  | 23,3 | 60,0 | -   | 42,9 | 6,8 | 0,3 | 0,5 | 1,7 | 3,5 |
| Carriera | Carriera         | 28 | 21 | 19,5 | 61,1 | -   | 56,0 | 5,4 | 0,1 | 0,6 | 1,4 | 2,9 |

## Curiosità
DeSagana Diop parla 5 lingue: arabo, wolof, inglese, francese e un poco di spagnolo.

## Palmarès
- McDonald's All-American Game (2001)